# Heptathlon aux championnats du monde d'athlétisme 2011
Navigation
Berlin 2009 Moscou 2013
Le concours de l'heptathlon des championnats du monde de 2011 s'est déroulé les 29 et 30 août 2011 dans le stade de Daegu en Corée du Sud. Il est remporté par la Britannique Jessica Ennis après disqualification pour dopage de la Russe Tatyana Chernova.

## Favoris

### Records
Les records de l'heptathlon (mondial, des championnats et par continent) étaient avant les championnats 2011 les suivants.
| Record                    | Athlète              | Pays       | Points       | Lieu     | Date               |
| ------------------------- | -------------------- | ---------- | ------------ | -------- | ------------------ |
| Record du monde           | Jackie Joyner-Kersee | États-Unis | 7 291 points | Séoul    | 24 septembre 1988  |
| Record des championnats   | Jackie Joyner-Kersee | États-Unis | 7 128 points | Rome     | 1er septembre 1987 |
| Record d'Afrique          | Margaret Simpson     | Ghana      | 6 423 points | Götzis   | 29 mai 2005        |
| Record d'Asie             | Ghada Shouaa         | Syrie      | 6 942 points | Götzis   | 26 mai 1996        |
| Record d'Amérique du Nord | Jackie Joyner-Kersee | États-Unis | 7 291 points | Séoul    | 24 septembre 1988  |
| Record d'Amérique du Sud  | Lucimara da Silva    | Brésil     | 6 076 points | Pékin    | 16 août 2008       |
| Record d'Europe           | Carolina Klüft       | Suède      | 7 032 points | Osaka    | 27 août 2007       |
| Record d'Océanie          | Jane Flemming        | Australie  | 6 695 points | Auckland | 28 janvier 1990    |

## Engagés
Pour se qualifier, il faut avoir réalisé au moins 6 150 points (minimum A) ou 5 950 points (minimum B) entre le 15 octobre 2010 et le 15 août 2011.

## Médaillés
| Or                  | Argent               | Bronze                  |
| Jessica Ennis (GBR) | Jennifer Oeser (GER) | Karolina Tymińska (POL) |

## Résultats

### Résultats finaux
| Rang               | Athlète                    | Nationalité | Points | Notes |
| ------------------ | -------------------------- | ----------- | ------ | ----- |
| DSQ                | Tatyana Chernova           | Russie      | 6880   | WL    |
| Médaille d'or      | Jessica Ennis              | Royaume-Uni | 6751   |       |
| Médaille d'argent  | Jennifer Oeser             | Allemagne   | 6572   |       |
| Médaille de bronze | Karolina Tymińska          | Pologne     | 6544   | PB    |
| 4                  | Nataliya Dobrynska         | Ukraine     | 6539   | SB    |
| 5                  | Lilli Schwarzkopf          | Allemagne   | 6321   |       |
| 6                  | Antoinette Nana Djimou Ida | France      | 6309   |       |
| 7                  | Austra Skujytė             | Lituanie    | 6297   |       |
| 8                  | Jessica Zelinka            | Canada      | 6268   |       |
| DSQ                | Lyudmyla Yosypenko         | Ukraine     | 6263   |       |
| 9                  | Anna Bogdanova             | Russie      | 6242   | SB    |
| 10                 | Aiga Grabuste              | Lettonie    | 6229   |       |
| 11                 | Ruky Abdulai               | Canada      | 6212   | PB    |
| 12                 | Margaret Simpson           | Ghana       | 6183   |       |
| 13                 | Louise Hazel               | Royaume-Uni | 6149   |       |
| 14                 | Jessica Samuelsson         | Suède       | 6119   |       |
| 15                 | Julia Mächtig              | Allemagne   | 6095   |       |
| 16                 | Sharon Day                 | États-Unis  | 6043   |       |
| 17                 | Remona Fransen             | Pays-Bas    | 6027   |       |
| 18                 | Ida Marcussen              | Norvège     | 5911   |       |
| 19                 | Kateřina Cachová           | Tchéquie    | 5908   |       |
| 19                 | Alina Fyodorova            | Ukraine     | 5908   |       |
| 21                 | Francesca Doveri           | Italie      | 5786   |       |
| 22                 | Györgyi Farkas             | Hongrie     | 5784   |       |
| 23                 | Hyleas Fountain            | États-Unis  | 5611   |       |
| 24                 | Grit Šadeiko               | Estonie     | 5190   |       |
|                    | Sara Aerts                 | Belgique    | DNF    |       |
|                    | Wassana Winatho            | Thaïlande   | DNF    |       |

### Résultats par discipline
| 100 m haies | 100 m haies | 100 m haies       | 100 m haies | 100 m haies | 100 m haies | 100 m haies |
| Rang        | Séries      | Athlète           | Nationalité | Résultats   | Points      | Notes       |
| ----------- | ----------- | ----------------- | ----------- | ----------- | ----------- | ----------- |
| 1           | 1           | Hyleas Fountain   | États-Unis  | 12 s 93     | 1135        | SB          |
| 2           | 1           | Jessica Ennis     | Royaume-Uni | 12 s 94     | 1133        |             |
| 3           | 1           | Jessica Zelinka   | Canada      | 13 s 01     | 1123        | SB          |
| 4           | 2           | Karolina Tyminska | Pologne     | 13 s 12     | 1106        | PB          |
| 5           | 1           | Louise Hazel      | Royaume-Uni | 13 s 24     | 1089        | PB          |
| 6           | 2           | Tatyana Chernova  | Russie      | 13 s 32     | 1077        | PB          |
| 7           | 1           | Jennifer Oeser    | Allemagne   | 13 s 33     | 1075        |             |
| 8           | 4           | Sara Aerts        | Belgique    | 13 s 38     | 1068        | SB          |

| Saut en hauteur | Saut en hauteur | Saut en hauteur            | Saut en hauteur | Saut en hauteur | Saut en hauteur | Saut en hauteur |
| Rang            | Groupe          | Athlète                    | Nationalité     | Résultats       | Points          | Notes           |
| --------------- | --------------- | -------------------------- | --------------- | --------------- | --------------- | --------------- |
| 1               | A               | Hyleas Fountain            | États-Unis      | 1,89 m          | 1093            | SB              |
| 2               | A               | Austra Skujytė             | Lituanie        | 1,86 m          | 1054            |                 |
| 3               | A               | Jessica Ennis              | Royaume-Uni     | 1,86 m          | 1054            |                 |
| 4               | A               | Natallia Dobrynska         | Ukraine         | 1,83 m          | 1016            | SB              |
| 5               | A               | Anna Bogdanova             | Russie          | 1,83 m          | 1016            |                 |
| 6               | A               | Antoinette Nana Djimou Ida | France          | 1,83 m          | 1016            | SB              |
| 7               | A               | Lyudmyla Yosypenko         | Ukraine         | 1,83 m          | 1016            | SB              |
| 8               | A               | Tatyana Chernova           | Russie          | 1,83 m          | 1016            | SB              |

| Lancer du poids | Lancer du poids | Lancer du poids    | Lancer du poids | Lancer du poids | Lancer du poids | Lancer du poids |
| Rang            | Groupe          | Athlète            | Nationalité     | Résultats       | Points          | Notes           |
| --------------- | --------------- | ------------------ | --------------- | --------------- | --------------- | --------------- |
| 1               | A               | Austra Skujytė     | Lituanie        | 16,71 m         | 976             |                 |
| 2               | A               | Natallia Dobrynska | Ukraine         | 16,14 m         | 937             | SB              |
| 3               | A               | Julia Mächtig      | Allemagne       | 15,24 m         | 877             | SB              |
| 4               | A               | Jessica Zelinka    | Canada          | 14,91 m         | 855             | SB              |
| 5               | A               | Lilli Schwarzkopf  | Allemagne       | 14,89 m         | 854             | PB              |
| 6               | A               | Karolina Tyminska  | Pologne         | 14,70 m         | 841             | SB              |
| 7               | A               | Jessica Ennis      | Royaume-Uni     | 14,67 m         | 839             | PB              |
| 8               | A               | Jessica Samuelsson | Suède           | 14,52 m         | 829             |                 |

| 200 mètres | 200 mètres | 200 mètres         | 200 mètres  | 200 mètres | 200 mètres | 200 mètres |
| Rang       | Groupe     | Athlète            | Nationalité | Résultats  | Points     | Notes      |
| ---------- | ---------- | ------------------ | ----------- | ---------- | ---------- | ---------- |
| 1          | 1          | Jessica Ennis      | Royaume-Uni | 23 s 27    | 1052       |            |
| 2          | 1          | Tatyana Chernova   | Russie      | 23 s 50    | 1029       | PB         |
| 3          | 1          | Karolina Tyminska  | Pologne     | 23 s 87    | 993        |            |
| 4          | 1          | Hyleas Fountain    | États-Unis  | 23 s 96    | 985        |            |
| 5          | 1          | Jessica Zelinka    | Canada      | 24 s 06    | 975        |            |
| 6          | 1          | Lyudmyla Yosypenko | Ukraine     | 24 s 09    | 972        |            |
| 7          | 2          | Louise Hazel       | Royaume-Uni | 24 s 25    | 957        |            |
| 8          | 2          | Grit Šadeiko       | Estonie     | 24 s 39    | 944        | PB         |

| Saut en longueur | Saut en longueur | Saut en longueur  | Saut en longueur | Saut en longueur | Saut en longueur | Saut en longueur |
| Rang             | Séries           | Athlète           | Nationalité      | Résultats        | Points           | Notes            |
| ---------------- | ---------------- | ----------------- | ---------------- | ---------------- | ---------------- | ---------------- |
| 1                | A                | Tatyana Chernova  | Russie           | 6,61 m           | 1043             |                  |
| 2                | A                | Jessica Ennis     | Royaume-Uni      | 6,51 m           | 1010             | PB               |
| 3                | A                | Aiga Grabuste     | Lettonie         | 6,45 m           | 991              |                  |
| 4                | A                | Hyleas Fountain   | États-Unis       | 6,45 m           | 991              |                  |
| 5                | A                | Karolina Tyminska | Pologne          | 6,39 m           | 972              |                  |
| 6                | A                | Anna Bogdanova    | Russie           | 6,38 m           | 969              |                  |
| 7                | A                | Ruky Abdulai      | Canada           | 6,30 m           | 943              |                  |
| 8                | A                | Jennifer Oeser    | Allemagne        | 6,28 m           | 937              | SB               |

| Lancer du javelot | Lancer du javelot | Lancer du javelot          | Lancer du javelot | Lancer du javelot | Lancer du javelot | Lancer du javelot |
| Rang              | Séries            | Athlète                    | Nationalité       | Résultats         | Points            | Notes             |
| ----------------- | ----------------- | -------------------------- | ----------------- | ----------------- | ----------------- | ----------------- |
| 1                 | A                 | Antoinette Nana Djimou Ida | France            | 55,79 m           | 973               | PB                |
| 2                 | A                 | Margaret Simpson           | Ghana             | 53,13 m           | 921               |                   |
| 3                 | A                 | Tatyana Chernova           | Russie            | 52,95 m           | 917               | SB                |
| 4                 | A                 | Jennifer Oeser             | Allemagne         | 51,30 m           | 885               | PB                |
| 5                 | A                 | Lilli Schwarzkopf          | Allemagne         | 49,69 m           | 854               |                   |
| 6                 | A                 | Austra Skujytė             | Lituanie          | 49,19 m           | 844               | SB                |
| 7                 | A                 | Natallia Dobrynska         | Ukraine           | 48,00 m           | 821               | SB                |
| 8                 | A                 | Ruky Abdulai               | Canada            | 46,35 m           | 790               |                   |

| 800 mètres | 800 mètres | 800 mètres         | 800 mètres  | 800 mètres    | 800 mètres | 800 mètres |
| Rang       | Groupe     | Athlète            | Nationalité | Résultats     | Points     | Notes      |
| ---------- | ---------- | ------------------ | ----------- | ------------- | ---------- | ---------- |
| 1          | 3          | Karolina Tyminska  | Pologne     | 2 min 05 s 21 | 1036       | PB         |
| 2          | 3          | Jessica Ennis      | Royaume-Uni | 2 min 07 s 81 | 997        | PB         |
| 3          | 3          | Tatyana Chernova   | Russie      | 2 min 08 s 04 | 993        | SB         |
| 4          | 1          | Jessica Samuelsson | Suède       | 2 min 10 s 20 | 962        | SB         |
| 5          | 3          | Jennifer Oeser     | Allemagne   | 2 min 10 s 39 | 959        | PB         |
| 6          | 1          | Ida Marcussen      | Norvège     | 2 min 11 s 01 | 950        | PB         |
| 7          | 3          | Natallia Dobrynska | Ukraine     | 2 min 11 s 34 | 945        | PB         |
| 8          | 2          | Jessica Zelinka    | Canada      | 2 min 12 s 62 | 927        |            |

## Légende
Records et Performances
- AR : Record continental (area record)
- CR : Record des championnats (championship record)
- MR : Record du meeting (meet record)
- NR : Record national (national record)
- OR : Record olympique (olympic record)
- PR : Record paralympique (paralympic record)
- PB : Record personnel (personal best)
- SB : Meilleure performance personnelle de la saison (season's best)
- WL : Meilleure performance mondiale de l'année (world leader)
- WJR : Record du monde junior (world junior record)
- WR : Record du monde (world record)

Circonstances et Conditions
- DNF : N'a pas terminé (did not finish)
- DNS : N'a pas pris le départ (did not start)
- DQ : Disqualification (disqualification)
- NM : Aucun essai valable enregistré (No Mark)
- Q : Qualifié « directement » au prochain tour (ou à la prochaine compétition), lors d'une compétition majeure, grâce au classement ou à la réalisation des minima (automatic qualifier)
- q : Qualifié au prochain tour (ou à la prochaine compétition), lors d'une compétition majeure, grâce au repêchage ou à la réalisation de l'une des meilleures performances parmi celles des « non qualifiés directement » (grâce au meilleur temps ou à la meilleure distance par exemple) (secondary qualifier)